# Asiavision

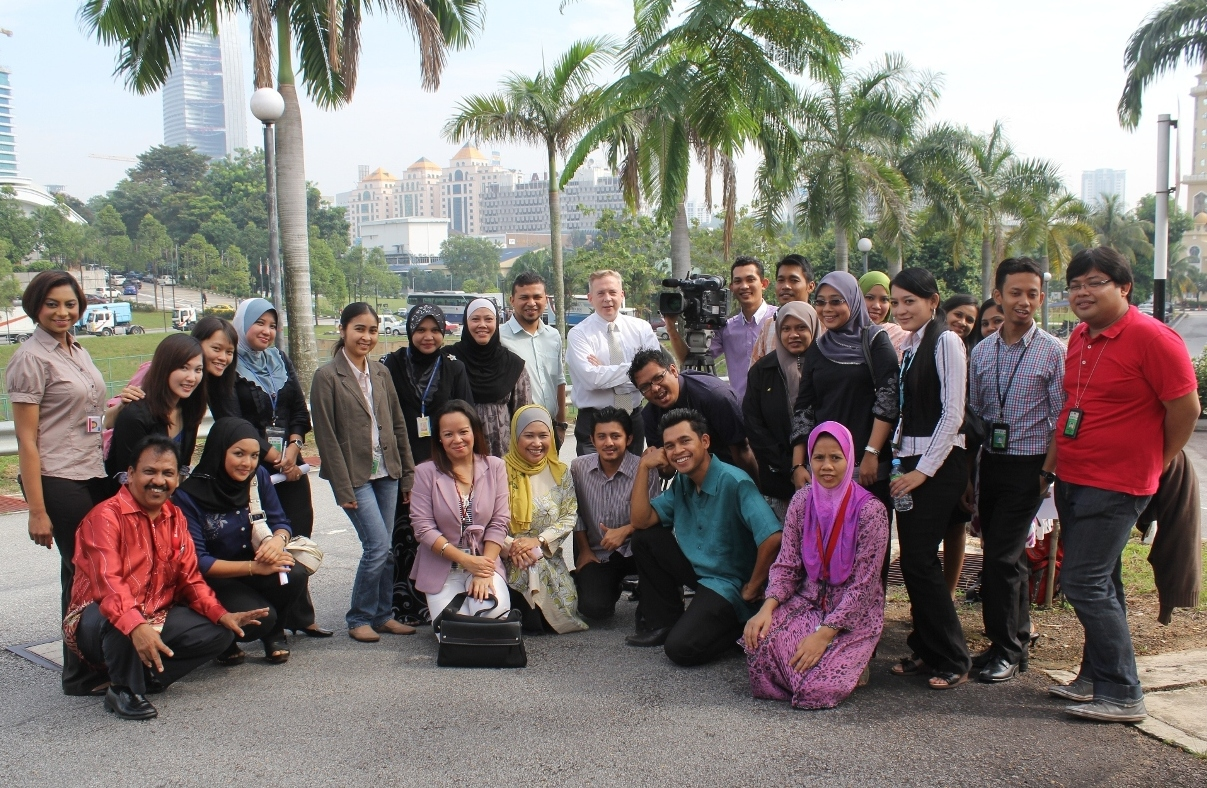
Asiavision-Training bei RTM-Malaysia (2011)

Bei Asiavision handelt es sich um eine asiatische Organisation mit dem Ziel regelmäßigen Austauschs von Nachrichten zwischen asiatischen Rundfunkorganisationen. Dabei werden weder politische noch ökonomische Ziele verfolgt, lediglich die Förderung des freien Nachrichtenaustausches. Es ist ein Projekt der Asia-Pacific Broadcasting Union (ABU).
Das Handlungszentrum liegt in der malaysischen Hauptstadt Kuala Lumpur. Bei zwei Satellitenübertragungen am Tag werden die wichtigsten Ereignisse ausgetauscht wie zum Beispiel Naturkatastrophen und politische Ereignisse. Bei jährlichen Preisverleihungen werden die qualitativsten Rundfunkorganisationen ausgezeichnet.

## Geschichte
Das Programm wurde am 16. Januar 1984 mit fünf Mitgliedern (BTV, PTV, RTB, RTM, und SLRC) gegründet. Nach Erweiterungen wurde das Projekt 2001 komplett digitalisiert. Bis 2005 gab es nur einen Nachrichtenaustausch pro Tag, anschließend wurde aufgestuft, um der steigenden Anzahl von Mitgliedern entgegenzukommen.

## Mitglieder
Es sind 19 Mitglieder beteiligt:
- RTA: Afghanistan
- BTV: Bangladesch
- BBS: Bhutan
- RTB: Brunei
- CCTV: Volksrepublik China
- VB: Hongkong
- DDI: Indien
- IRIB: Iran
- NHK: Japan
- TDM: Macau
- RTM: Malaysia
- TV5: Mongolei
- NTV: Nepal
- PTV: Pakistan
- Channel NewsAsia: Singapur
- SLRC: Sri Lanka
- MCOT: Thailand
- TRT: Türkei
- RTTL: Timor Leste